# Торе Руфа (Вибо Валенција)
Торе Руфа је насеље у Италији у округу Вибо Валенција, региону Калабрија.
Према процени из 2011. у насељу је живело 47 становника. Насеље се налази на надморској висини од 33 м.